# Weibo Gaming
Weibo Gaming là một tổ chức thể thao điện tử chuyên nghiệp của Trung Quốc, trực thuộc sở hữu của công ty thương mại điện tử Sina Weibo. Đội tuyển Liên Minh Huyền Thoại của họ hiện đang thi đấu tại giải LPL, giải đấu cao nhất của trò chơi này ở Trung Quốc.

## Lịch sử
Tổ chức này được thành lập với tên gọi Suning Gaming vào ngày 28 tháng 12 năm 2016, sau khi tổ chức mẹ Suning.com mua lại đội tuyển Liên Minh Huyền Thoại T.Bear Gaming. Họ bắt đầu thi đấu tại giải LSPL, giải đấu hạng hai ở Trung Quốc sau LPL. Đội hình các tuyển thủ ban đầu của đội bao gồm có: XiaoAL - sau này đổi biệt danh thành Langx (Trung Quốc), Avoidless (Hồng Kông), Dian (Trung Quốc), Fury (Hàn Quốc) và Yoon (Hàn Quốc). Suning đứng thứ hai sau khi kết thúc LSPL mùa xuân 2017 và sau đó đã vượt qua Young Miracles trong trận chung kết mùa xuân để đạt đủ điều kiện tham dự LPL.

## Thành tích
| Thứ hạng  | Giải đấu                       | Kết quả chung cuộc (T–B)             |
| --------- | ------------------------------ | ------------------------------------ |
| 2nd       | LSPL mùa xuân 2017             | 17–5                                 |
| 1st       | LSPL Playoffs mùa xuân 2017    | 3–0 (vs Young Miracles)              |
| 9th–12th  | Demacia Cup 2017               | 1–2 (vs I May)                       |
| 4th       | LPL mùa hè 2017 (bảng B)       | 7–9                                  |
| 7th–8th   | LPL Playoffs mùa hè 2017       | 1–3 (vs Invictus Gaming)             |
| 7th–8th   | Demacia Championship 2017      | 1–2 (vs Rogue Warriors)              |
| 5th       | LPL mùa xuân (phía đông) 2017  | 9–10                                 |
| 4th       | LPL mùa hè (phía đông) 2018    | 10–9                                 |
| 7th–8th   | LPL Playoffs mùa hè 2018       | 2–3 (vs Topsports Gaming)            |
| 4th       | NEST 2018                      | 0–2 (vs Rogue Warriors)              |
| 3rd       | Demacia Cup mùa phía đông 2018 | 1–2 (vs Invictus Gaming)             |
| 6th–7th   | NESO 2018                      | 3–5                                  |
| 10th      | LPL mùa xuân 2019              | 6–9                                  |
| 5th–8th   | NEST 2019                      | 0–2 (vs SinoDragon Gaming)           |
| 8th       | LPL mùa hè 2019                | 8–7                                  |
| 7th–8th   | LPL Playoffs mùa hè 2019       | 1–3 (vs Edward Gaming)               |
| 13th–16th | Demacia Cup 2019               | 1–3                                  |
| 11th      | LPL mùa xuân 2020              | 7–9                                  |
| 4th       | LPL mùa hè 2020                | 12–4                                 |
| 3rd       | LPL Playoffs mùa hè 2020       | 3–0 (vs LGD Gaming)                  |
| 1st       | LPL vòng loại khu vực 2020     | 3–0 (vs LGD Gaming)                  |
| 2nd       | Chung kết thế giới 2020        | 1–3 (vs DAMWON Gaming tại chung kết) |
| 2nd       | Chung kết thế giới 2023        | 0-3 (vs T1 tại chung kết)            |